# 畳箱
畳箱（たとうばこ）とは、額縁や図面などを収めるための箱のこと。単にタトウ、タトウ箱とも。
元々は畳紙（たとうがみ）が由来で、額縁や作品を収めるために黄袋と一緒に使われることが多い。封筒を箱型にしたような構造で、上部の端を折り曲げ紐で固定することで蓋をする。このような形式の箱をタトウ式と呼ぶこともある。箱本体は紙や合板などでできており、表面には綿布・ビロードなどが貼られているものや柿渋紙が貼られたものがある。作りがしっかりしているため、大事な額縁や価値のある作品などに良く使われる。また、本来の黄袋はウコンで染めたものを用いていたが、近年では化学染料によるものが一般的である
なお一般的な額縁に良く使われる箱には「段ボール差し箱」「かぶせ式・合わせ箱（通称-弁当箱）」などがあり、段ボール差し箱はタトウ箱と同じ構造になっており、折り曲げた上部の端を中に差し込み、タコ糸の付いた文化鋲で留めるもので、合わせ箱は段ボール製の平たい箱に蓋をかぶせる形のものである。段ボール差し箱には黄袋を使用し、合わせ箱にはビニール袋などで包んで収めることが多い。